# رازیان (عجب‌شیر)
رازیان یکی از روستاهای استان آذربایجان شرقی است که در دهستان خضرلو بخش مرکزی شهرستان عجب‌شیر واقع شده‌ است.
جمعیت این روستا بر پایهٔ نتایج سرشماری عمومی نفوس و مسکن سال ۱۳۸۵ خورشیدی، برابر با ۹۹۰ نفر بوده‌است.